# Resolutie 1593 Veiligheidsraad Verenigde Naties
Resolutie 1593 van de Veiligheidsraad van de Verenigde Naties werd op 31 maart 2005 aangenomen door de VN-Veiligheidsraad met elf tegen nul stemmen bij vier onthoudingen, namelijk van Algerije, Brazilië, China en de Verenigde Staten.
Deze resolutie verwees de kwestie-Darfur naar het Internationaal Strafhof. Het was de eerste keer dat de Veiligheidsraad gebruikmaakte van de mogelijkheid om een zaak naar dit Hof te verwijzen.

## Achtergrond
Al in de jaren 1950 was het zwarte zuiden van Soedan in opstand gekomen tegen het overheersende Arabische noorden. De vondst van aardolie in het zuiden maakte dit conflict nog gecompliceerder. In 2002 kwam er een staakt-het-vuren en werden er afspraken gemaakt over de verdeling van de olie-inkomsten. Verschillende rebellengroepen waren hiermee niet tevreden en in 2003 ontstond het conflict in Darfur tussen deze rebellen en de door de regering gesteunde Janjaweed-milities. Laatstgenoemden gingen over tot etnische zuiveringen en in de daaropvolgende jaren werden er in Darfur grove mensenrechtenschendingen gepleegd, waarbij honderdduizenden mensen werden gedood en miljoenen op de vlucht sloegen.

## Inhoud

### Waarnemingen
De VN hadden een rapport van de Internationale Onderzoekscommissie naar schendingen van het internationaal recht en de mensenrechten in Darfur ontvangen.

### Handelingen
De Veiligheidsraad besloot de situatie in Darfur door te verwijzen naar het Internationaal Strafhof. Van de overheid van Soedan en alle andere partijen in het conflict werd verlangd dat ze hieraan mee zouden werken.
Op aandringen van de Verenigde Staten werd verder bepaald dat burgers van andere landen dan Soedan die geen verdragsstaten van het Strafhof zijn, indien zij verdacht zouden worden van in Soedan gepleegde misdrijven, niet door het Strafhof berecht konden worden maar moesten worden berecht in hun eigen land.

## Verwante resoluties
- Resolutie 1590 Veiligheidsraad Verenigde Naties
- Resolutie 1591 Veiligheidsraad Verenigde Naties
- Resolutie 1627 Veiligheidsraad Verenigde Naties
- Resolutie 1651 Veiligheidsraad Verenigde Naties

Lijst ·  1581 ·  1582 ·  1583 ·  1584 ·  1585 ·  1586 ·  1587 ·  1588 ·  1589 ·  1590 ·  1591 ·  1592 ·  1593 ·  1594 ·  1595 ·  1596 ·  1597 ·  1598 ·  1599 ·  1600 ·  1601 ·  1602 ·  1603 ·  1604 ·  1605 ·  1606 ·  1607 ·  1608 ·  1609 ·  1610 ·  1611 ·  1612 ·  1613 ·  1614 ·  1615 ·  1616 ·  1617 ·  1618 ·  1619 ·  1620 ·  1621 ·  1622 ·  1623 ·  1624 ·  1625 ·  1626 ·  1627 ·  1628 ·  1629 ·  1630 ·  1631 ·  1632 ·  1633 ·  1634 ·  1635 ·  1636 ·  1637 ·  1638 ·  1639 ·  1640 ·  1641 ·  1642 ·  1643 ·  1644 ·  1645 ·  1646 ·  1647 ·  1648 ·  1649 ·  1650 ·  1651